# Hof (Erdweg)
Koordinaten: 48° 21′ N, 11° 19′ O

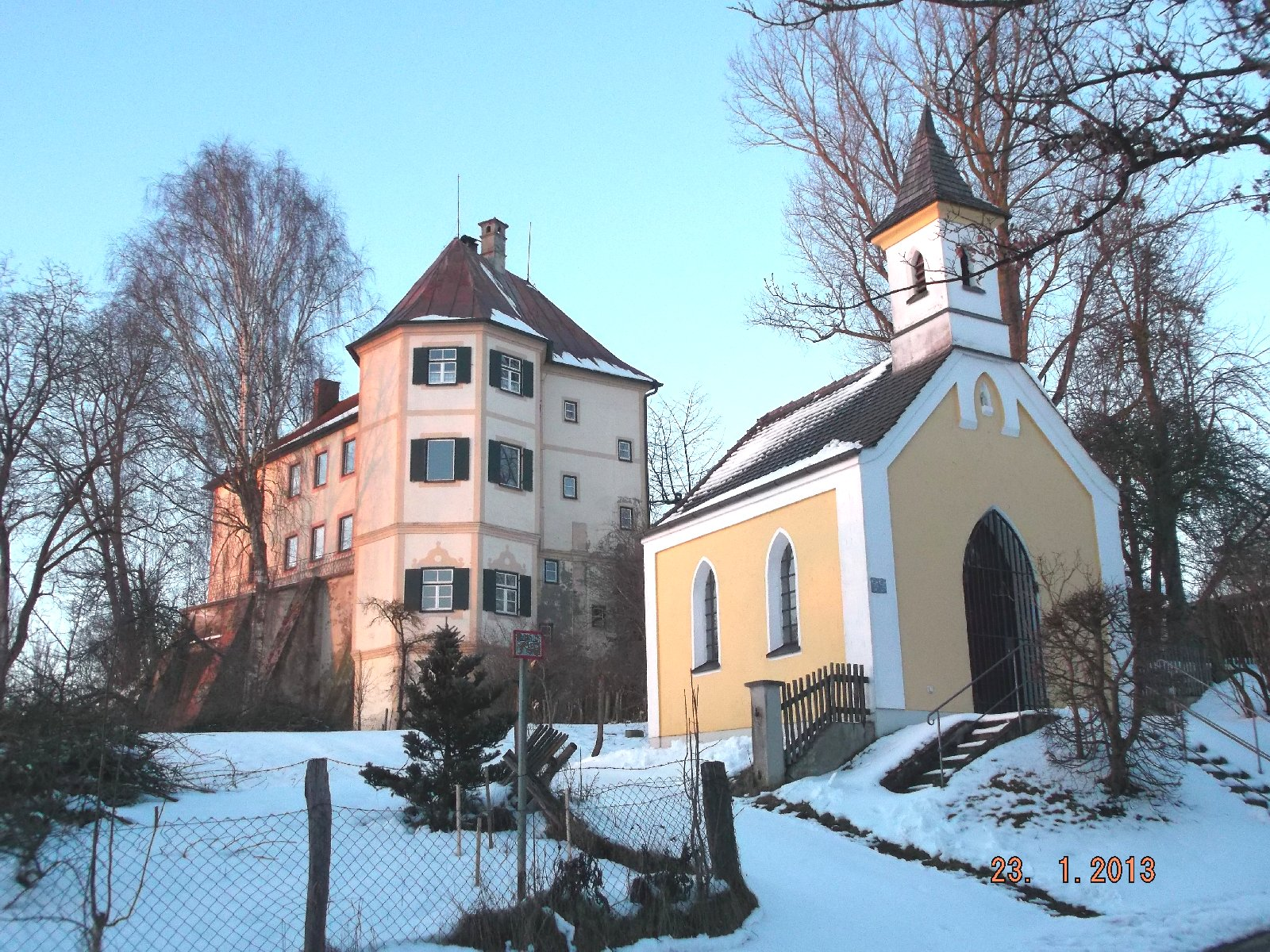
Schloss Eisenhofen mit Marienkapelle

Hof ist ein Gemeindeteil der Gemeinde Erdweg im oberbayerischen Landkreis Dachau und hat 168 Einwohner (Stand: 1. August 2012).

## Geografie
Das Dorf Hof liegt etwa einen Kilometer nordöstlich von Eisenhofen, circa sechs Kilometer westlich von Indersdorf, circa zwölf Kilometer nordwestlich von Dachau und circa sieben Kilometer nördlich der Autobahn A8 (Anschlussstellen Odelzhausen bzw. Sulzemoos). Hof liegt an der Kreisstraße DAH 17. Westlich von Hof entspringt der Hofer Graben, der südlich von Hörgenbach in die Glonn mündet. Eisenhofen, Neusreuth, Hirtlbach und Hörgenbach sind Nachbarorte.

## Sehenswürdigkeiten

### Schloss Eisenhofen

Schloss Eisenhofen in Hof (Stich von Michael Wening)

Das Schloss Eisenhofen war ab dem 11. Jahrhundert Sitz der Eisenhofer. Das Geschlecht der Eisenhofer benannte sich auch nach dem Schloss Eisenhofen in Hof (Wiguleus Hund, 1585). Heute befindet sich das Schloss in Privatbesitz.

### Marienkapelle
Die Kapelle entstand im 19. Jahrhundert und befindet sich heute im Besitz der Gemeinde Erdweg. Eine Muttergottesfigur und Figuren des heiligen Franz Xaver und des heiligen Leonhard gehören neben Kreuzwegbildern mit spanischen Überschriften zum Inventar. In den Jahren 1976 und 2000/01 wurde die Marienkapelle restauriert.